# Agrela (Santo Tirso)
Agrela es una freguesia portuguesa del concelho de Santo Tirso, con 7,05 km² de superficie y 1.604 habitantes (2001). Su densidad de población es de 228,74 hab/km².